# Gerald Govan
Gerald Govan (Jersey City, 2 januari 1942) is een Amerikaans voormalig basketballer.

## Carrière
Een forward/center van St. Mary of the Plains College. Hij werd in 1964 gedraft door de St. Louis Hawks in de 11e ronde als 88e maar tekende nooit een contract met hen. Govan speelde negen jaar (1967-1976) in de nu ter ziele gegane American Basketball Association, voor de New Orleans Buccaneers, Memphis Pros, Utah Stars en Virginia Squires. Hij scoorde 5.251 punten en 7.119 rebounds in zijn carrière en nam in 1970 deel aan de ABA All-Star Game.
Govan is een van de slechts zes spelers die in elk van de negen oorspronkelijke seizoenen van de ABA heeft gespeeld. De anderen zijn Freddie Lewis, Byron Beck, Stew Johnson, Bob Netolicky en Louie Dampier. Govan speelde in 681 reguliere seizoenswedstrijden van de ABA - de op één na hoogste aller tijden, en de hoogste plaats onder de spelers die nooit in de NBA speelden.

## Erelijst
- ABA All-Star: 1970
- Jersey City Hall of Fame
- Hudson County Sports Hall of Fame: 1996